# Hannah Benka-Coker
Hannah Benka-Coker, MBE, née Luke (1903 – 17 tháng 6 năm 1952) là một nhà giáo dục từ Sierra Leone. Cô là một trong những người sáng lập Trường trung học dành cho nữ sinh Freetown (FSSG) được thành lập năm 1926.

## Tuổi trẻ
Hannah Luke được sinh ra tại một gia đình người Sierra Leone gốc Anh, cô được đào tạo tại Học viện Portway ở Anh.

## Trường trung học dành cho nữ sinh Freetown
Cô cùng các thành viên gia đình và bạn bè thân thiết lên kế hoạch thành lập một trường học với một chương trình giáo dục toàn diện, đẳng cấp thế giới cho các cô gái. Một trong những người bạn của cô là Maisie Osora, vợ người Anh của giáo sĩ Sierra Leonean, là giáo viên của Trường Tưởng niệm Annie Walsh.
Vào ngày 20 tháng 1 năm 1926, Trường trung học dành cho nữ sinh Freetown đã được thành lập tại đường Garrison và Gloucester với một nhóm học sinh gồm hai mươi người. Osora là hiệu trưởng và Benka-Coker là phó hiệu trưởng.
Trường dành cho nữ sinh Freetown là trường duy nhất có các lớp từ mẫu giáo đến trung học.
Cuối cùng, Hannah trở thành hiệu trưởng. Trong nhiệm kỳ của mình, cô đón nhận các sinh viên đến từ khắp Tây Phi bất kể tín ngưỡng hay bộ lạc. Trường chuyển đến Tower Hill ở Freetown và trở thành trường nội trú. Học sinh đến từ Gambia, Bờ biển Vàng và Nigeria.
Năm 1944, Benka-Coker đã được trao giải MBE vì những đóng góp của mình cho giáo dục.

## Hôn nhân và gia đình
Cô kết hôn với một luật sư từ Gambia.

## Cái chết
Cô ấy qua đời vào tháng 6 năm1952, ở độ tuổi 49.

## Di sản
Những đóng góp của cô cho giáo dục trẻ em gái và phụ nữ được ca ngợi ở Sierra Leone và quốc tế.
Benka-Coker kể từ đó đã có một bức tượng được dựng lên để vinh danh cô.